# Alcis leucophaea
Alcis leucophaea är en fjärilsart som beskrevs av Fletcher 1961. Alcis leucophaea ingår i släktet Alcis och familjen mätare. Inga underarter finns listade i Catalogue of Life.